# Sofia de Saxe-Weissenfels
Sofia de Saxe-Weissenfels (em alemão:  Sophia von Sachsen-Weißenfels; Halle, 23 de junho de 1654 — Castelo de Zerbst, 31 de março de 1724) foi princesa de Saxe-Weissenfels por nascimento e princesa de Anhalt-Zerbst pelo seu casamento com Carlos Guilherme de Anhalt-Zerbst.

## Família
Sofia era a terceira filha e sexta criança nascida do duque Augusto de Saxe-Weissenfels e de sua primeira esposa, Ana Maria de Mecklemburgo-Schwerin. Seus avós paternos eram João Jorge I, Eleitor da Saxônia e de Madalena Sibila da Prússia. Seus avós maternos eram Adolfo Frederico I, Duque de Mecklemburgo-Schwerin e de Ana Maria da Frísia Oriental.
Ela recebeu seu nome em homenagem a sua bisavó paterna, Sofia de Brandemburgo.
Sofia tinha doze irmãos. Alguns dos quais eram: Madalena Sibila, duquesa de Saxe-Gota-Altemburgo como esposa de Frederico I, Duque de Saxe-Gota-Altemburgo; João Adolfo I, Duque de Saxe-Weissenfels, sucessor do seu pai, casado duas vezes; Augusto, reitor de Magdeburgo; Cristiano, marechal do exército do Eleitorado da Saxônia; Cristina, esposa de Augusto Frederico de Holstein-Gottorp, príncipe-bispo de Lübeck; Henrique, conde de Barby, marido de Isabel Albertina de Anhalt-Dessau; Alberto, marido de Cristina Teresa de Löwenstein-Wertheim-Rochefort, etc.

## Biografia
Sofia e Carlos Guilherme casaram-se em 18 de junho de 1676, na cidade de Halle. Ele era filho do príncipe João VI de Anhalt-Zerbst e de Sofia Augusta de Holsácia-Gottorp, que foi regente do principado durante a menoridade do filho.
Ao contrário da maioria dos casais de sua época, a princesa e o marido compartilhavam de um mesmo quarto, o que sugere que eles se casaram por amor.
O príncipe morreu com 66 anos de idade, em 3 de novembro de 1718. Eles tiveram três filhos juntos, dos quais apenas a mais nova, Madalena Augusta, teve descendência.
Sofia faleceu em 31 de março de 1724, aos 69 anos de idade. Em 7 de junho, ela foi enterrada Igreja de São Bartolomeu, em Zerbst.

## Descendência
O casal teve três filhos:
- João Augusto de Anhalt-Zerbst (29 de julho de 1677 – 7 de novembro de 1742), foi o sucessor do pai. Ambos seu casamentos, primeiramente com Frederica de Saxe-Gota-Altemburgo, e depois com Edviges Frederica de Württemberg-Weiltingen, não resultaram em filhos, causando o fim da linhagem sênior dos Anhalt-Zerbst;
- Carlos Frederico de Anhalt-Zerbst (2 de julho de 1678 – 1 de setembro de 1693), não se casou e nem teve filhos;
- Madalena Augusta de Anhalt-Zerbst (12 de outubro de 1679 – 11 de outubro de 1740), duquesa de Saxe-Gota-Altemburgo como esposa de Frederico II, Duque de Saxe-Gota-Altemburgo, seu primo, que era filho de sua tia Madalena Sibila. Teve descendência.